# 인생은 아름다워 (1997년 영화)
《인생은 아름다워》(이탈리아어: La vita è bella, 영어: Life Is Beautiful)는 1997년에 개봉한 이탈리아 영화로, 귀도 오레피체(로베르토 베니니 분)라는 이탈리아계 유대인이 풍부한 상상력으로 나치의 유대인 수용소에서 가족을 구하는 내용을 담고 있다.
이 영화는 제71회 아카데미상 수상식에 작품상, 남우주연상, 감독상, 각본상, 편집상, 음악상, 외국어 영화상 등에 노미네이트되었고, 이 중 로베르토 베니니가 남우주연상의 영광을 안았으며, 더불어 음악상과 외국어 영화상 등 총 3개 부문을 수상했다.

## 줄거리
영화의 처음 부분과 중간 부분은 묘한 로맨틱 코미디와 슬랩스틱 코미디가 섞여 있다. 귀도 오레피체는 젊은 유대계 이탈리아인으로 아레초에 도착하여 서점을 열 꿈을 가지고 잠시 웨이터 일을 하게 된다. 그는 자기의 삼촌이자 웨이터인 엘라시오와 같이 살게 된다. 귀도는 초등학교 교사인 도라(Dora, 유대인이 아닌 일반 이탈리아인이다) 와 사랑에 빠지게 된다. 결국 귀도와 도라는 결혼하게 되고, 몇 년 뒤 아들 조슈아를 낳게 된다. 영화에서 조슈아는 이 부분에서 네 살 반 먹은 어린애로 등장하지만, 영화에서 처음과 마지막을 설명하는 사람은 나이 먹은 조슈아이다.
중간 부분에서, 귀도와 그의 삼촌, 조슈아는 조슈아의 생일에 유대인 수용소로 끌려가게 된다. 도라는 독일군 장교에게 가족과 같이 가게 해달라고 요청하게 되고 받아들여지게 된다. 기차에 올라탈 때 도라만 붉은 옷을 입었고, 나머지는 모두 다 검은 빛깔의 옷을 입게 된다. 귀도는 조슈아를 나치로부터 숨기고 조슈아에게 몰래 음식을 가져다준다. 그러는 동안 엘라시오 삼촌은 가스실에서 죽게 되지만, 아무도 이 사실을 모르고 있다. 조슈아의 천진난만한 영혼을 유지하기 위해서 귀도는 조슈아에게 이 캠프는 단지 게임일 뿐이고, 최초로 1,000점을 따는 사람에게 탱크를 준다고 거짓말을 한다. 그러면서 귀도는 조슈아가 울거나, 엄마가 보고 싶다거나, 배고프다고 하는 등 떼를 쓰거나 말을 듣지 않고 소리를 지르거나 하면 점수가 깎이게 되고, 만약 조용히 지내 나치에게 안 잡히면 1,000점을 얻어서 탱크를 받을 수 있다고 말한다.
유대인 수용소에서 많은 사람들이 죽어갔지만, 천진난만한 조슈아는 아버지의 이야기를 그대로 믿었기 때문에 아무런 의문을 품지 않는다. 귀도는 아들과 함께 영화가 거의 끝날 무렵까지 살아남게 되나, 미군이 진격해 온다는 소문에 혼란을 느껴 아들을 숨기면서 조금만 더 기다리면 1,000점을 얻을 수 있으니까 잘 숨어 있으라고 말한다. 그리고 귀도는 도라를 찾아 나서다가 나치에게 발견되어 총살당하게 되지만, 숨겨둔 아들은 나치에게 발각당하지 않는다. 이윽고 그런 난리 통에서 살아남은 조슈아는 미군 탱크가 수용소를 해방하자 자신이 게임에서 승리자가 되었다고 믿게 된다. 나중에 조슈아는 도라와 만나지만, 도라는 귀도가 죽은 줄 모르고 있다. 세월이 흘러 조슈아는 아버지의 희생으로 자신이 살아남았다는 걸 깨닫게 되는 것으로 영화는 끝난다.

## 캐스팅

### 주연
- 로베르토 베니니 - 귀도 오레피체 역
- 니콜레타 브라스키[4] - 도라 역
- 조르조 칸타리니 - 조슈아 역
- 지우스티노 듀라노 - 엘리세오 삼촌 역

### 조연
- 세르지오 비니 부스트릭 - 페루치오 파피니 역
- 마리사 파레데스 - 도라 어머니 역
- 호스트 부흐홀즈[5] - 레싱 박사 역
- 리디아 알폰시 - 구치아르디니 역
- 줄리아나 로조디체 - 교장선생님 역
- 아메리고 폰타니 - 로돌프 역
- 피에트로 데 실바 - 바르톨로메오 역
- 프란체스코 구조 - 비토리노 역
- 라파엘라 레보로니 - 엘레나 역
- 클라우디오 알폰시 - 아미코 로돌포 역
- 길 바로니 - 장관 역
- 마시모 비안치 - 우오모 델라 치아베 역
- 위르겐 본
- 베레나 브라티 - 오실리아리아 테데스카 역
- 로버트 카메로 - 독일군 저격수 역
- 엔니오 콘살비
- 지안카를로 코센티노 - 웨이터 에르네스토 역
- 아르온 크레이그 - 미국 트럭 운전사 역
- 알피에로 파로미 - 레 역

## 스태프
- 편집 - 시모나 파지
- 음악 - 니콜라 피오바니
- 각본 - 빈센조 세라미, 로베르토 베니니
- 감독 - 로베르토 베니니

### EBS판 스태프 (2016년 9월 18일)
- 프로듀서 - 빈정현
- 번역 - 김현주
- 감수 - 변용란
- 종합편집: 강유진
- CG: 이상덕
- 우리말 연출: 김남연
- 기획 / 우리말 제작: EBS

## KBS 성우진 (2003년 3월 22일)
- 최병상 - 귀도(로베르토 베니니)
- 차명화 - 도라(니콜레타 브라스키)
- 이선 - 조슈아(조르조 칸타리니)
- 이광자 - 교장 선생님(쥴리아나 로조디스)
- 이선영 - 도라의 어머니(마리사 파레데스)
- 박상일 - 장학사(프랑체스코 메스콜리)
- 김태연 - 레싱 박사(호스트 부콜츠)
- 정기항 - 귀도의 삼촌(지우스티노 듀라노)
- 황재경 - 도라의 친구(라파엘라 레보로니)
- 문관일 - 사장(지안카를로 코센티노)
- 이재용 - 로돌포(아메리고 폰타니)
- 김관진 - 피루치오(세르지오 부스트릭)
- 석원희 - 호텔 직원(앤드라 나르디니)
- 이장원 - 바르톨로메오(피에트로 드 실바)
- 이현주 - 엘레노라(카를로타 망기온)

## 수상

### 칸 영화제
- 수상
  - 그랑프리 (1998)[6]

### 아카데미상
- 수상
  - 음악상
  - 외국어 영화상
  - 남우주연상
- 노미네이트
  - 감독상
  - 편집상
  - 작품상
  - 각본상

## 반응
이 영화는 재정적으로도 성공하였으며, 1997년부터 1998년까지 이탈리아에서 2천 3백만 유로를 벌어들였으며, 미국에서는 5천 8백만 달러를 벌어들였다. 인생은 아름다워는 로튼 토마토에서 7.8/10이란 평가를 받았다.

## 참고 사항
감독 로베르토 베니니의 아버지는 진짜로 수용소에서 3년을 살아남은 홀로코스트 생존자이다. 전후에도 끝까지 트라우마에 시달리다가 부인의 권유로 아들에게 그때의 이야기를 풀어주었는데 어린 로베르토 베니니에게 마치 게임에 비유하듯 설명했다고 한다. 영화의 기원이라 할 수 있다.